# Pierre Marie Nguyễn Văn Năng
Pierre Marie Nguyễn Văn Năng (Kẻ Gai, 1910 – 6 luglio 1978) è stato un vescovo cattolico vietnamita.

## Biografia
Pierre Marie Nguyễn Văn Năng nacque nel 1910 a Kẻ Gai, località nel comune di Hưng Tây nel distretto di Hung Nguyen della provincia di Nghe An in una devota famiglia cattolica di contadini.
Durante il suo percorso scolastico studiò la lingua cinese e successivamente entrò nel seminario minore di Xã Ðoài nel 1924. Nel 1931 fu incaricato di aiutare nella gestione della casa comune a Xã Ðoài.
Dopo tale esperienza lavorativa, tornò in seminario nel 1935 per ultimare gli studi. Fu ordinato presbitero il 23 dicembre 1941 dal vescovo André-Léonce-Joseph Eloy. Dopo l'ordinazione sacerdotale fu nominato parroco della parrocchia di Voi nel comune di Hưu Lễ; nel 1944 fu trasferito alla parrocchia di Dũ Yên ed infine fu inviato a svolgere il suo servizio nel distretto rurale di Kỳ Anh della provincia di Ha Tinh. Fu un instancabile evangelizzatore, agendo sempre con massima carità nei confronti di chiunque senza distinzioni religiose e affrontando sempre con coraggio la crescente ostilità anticristiana durante gli ultimi anni della guerra.
Il 5 gennaio 1971 papa Paolo VI lo nominò vescovo di Vinh. Ricevette l'ordinazione episcopale il 12 marzo successivo per imposizione delle mani del futuro cardinale Joseph Marie Trịnh Như Khuê.
Svolse il suo ministero nel periodo peggiore della storia del Vietnam in quanto con la riunificazione del paese, la persecuzione contro la Chiesa divenne ancora più dura. Essendo la diocesi di Vinh collocata nel nord del paese, il territorio aveva subito gravi danni, causati dalla guerra, che lasciarono una situazione desolata dovuta alla fuga in massa della gran parte della popolazione cattolica verso sud vent'anni prima e alle ferree restrizioni imposte dal governo del Nord ai cristiani rimasti.
Resse la diocesi per sette anni, morendo il 6 luglio 1978 all'età di 68 anni.

## Genealogia episcopale e successione apostolica
La genealogia episcopale è:
- Cardinale Scipione Rebiba
- Cardinale Giulio Antonio Santori
- Cardinale Girolamo Bernerio, O.P.
- Vescovo Claudio Rangoni
- Arcivescovo Wawrzyniec Gembicki
- Arcivescovo Jan Wężyk
- Vescovo Piotr Gembicki
- Vescovo Jan Gembicki
- Vescovo Bonawentura Madaliński
- Vescovo Jan Małachowski
- Arcivescovo Stanisław Szembek
- Vescovo Felicjan Konstanty Szaniawski
- Vescovo Andrzej Stanisław Załuski
- Arcivescovo Adam Ignacy Komorowski
- Arcivescovo Władysław Aleksander Łubieński
- Vescovo Andrzej Stanisław Młodziejowski
- Arcivescovo Kasper Kazimierz Cieciszowski
- Vescovo Franciszek Borgiasz Mackiewicz
- Vescovo Michał Piwnicki
- Arcivescovo Ignacy Ludwik Pawłowski
- Arcivescovo Kazimierz Roch Dmochowski
- Arcivescovo Wacław Żyliński
- Vescovo Aleksander Kazimierz Bereśniewicz
- Arcivescovo Szymon Marcin Kozłowski
- Vescovo Mečislovas Leonardas Paliulionis
- Arcivescovo Bolesław Hieronim Kłopotowski
- Arcivescovo Jerzy Józef Elizeusz Szembek
- Vescovo Stanisław Kazimierz Zdzitowiecki
- Cardinale Aleksander Kakowski
- Papa Pio XI
- Vescovo Jean-Baptiste Nguyễn Bá Tòng
- Vescovo Thaddée Anselme Lê Hữu Từ, O.Cist.
- Cardinale Joseph Marie Trịnh Như Khuê
- Vescovo Pierre Marie Nguyễn Văn Năng

La successione apostolica è:
- Vescovo Pierre Phạm Tần (1975)